# Rogmocrypta
Genre
Rogmocrypta est un genre d'araignées aranéomorphes de la famille des Salticidae.

## Distribution
Les espèces de ce genre se rencontrent en Nouvelle-Calédonie, aux Philippines et à Singapour.

## Liste des espèces
Selon World Spider Catalog (version 18.5, 20/09/2017) :
- Rogmocrypta elegans (Simon, 1885)
- Rogmocrypta karolinae Patoleta, Gardzińska & Żabka, 2017
- Rogmocrypta koniambo Patoleta, Gardzińska & Żabka, 2017
- Rogmocrypta nigella Simon, 1900
- Rogmocrypta patryki Patoleta, Gardzińska & Żabka, 2017
- Rogmocrypta puta Simon, 1900
- Rogmocrypta raveni Patoleta, Gardzińska & Żabka, 2017
- Rogmocrypta rollardae Patoleta, Gardzińska & Żabka, 2017

## Publication originale
- Simon, 1900 : Descriptions d'arachnides nouveaux de la famille des Attidae. Annales de la Société Entomologique de Belgique, vol. 44, p. 381-407 (texte intégral).